# Misja: Epidemia
Misja: Epidemia (ang. Medical Investigation, 2004–2005) – amerykański serial obyczajowy nadawany przez stację NBC od 9 września 2004 roku do 25 marca 2005 roku. W Polsce był nadawany na kanałach Polsat Film, TVN 7 i AXN.

## Opis fabuły
Zespół wybitnych ekspertów z Narodowego Instytutu Zdrowia jest wzywany wszędzie tam, gdzie wybuchają epidemie.
Lekarze nie tylko rozpracowują czynniki powodujące chorobę, ale także ratują życie tysiącom ludzi, skupiając się na jak najszybszym znalezieniu skutecznych leków. Doktor Stephen Connor (Neal McDonough) wykonuje swój zawód z ogromnym poświęceniem, a pośpiech, stres i silne emocje są dla niego chlebem powszednim. Spełnia się w roli lekarza, ale ponosi porażkę jako ojciec i mąż. Stracił wspólny język z synem, żona postanowiła odejść. Osobiste problemy mają też pozostali członkowie zespołu – doktor Natalie Durant (Kelli Williams), specjalistka od patologii i epidemiologii; Frank Powell (Troy Winbush), toksykolog i bliski przyjaciel Connora; młody lekarz Miles McCabe (Christopher Gorham) oraz rzeczniczka prasowa Eva Rossi (Anna Belknap). W pracy nie mogą pozwolić sobie na okazywanie słabości, gdyż najważniejsze jest jak najszybsze określenie przyczyny powstania danej choroby i znalezienie antidotum.

## Obsada
- Neal McDonough jako doktor Stephen Connor
- Kelli Williams jako doktor Natalie Durant
- Troy Winbush jako Frank Powell
- Christopher Gorham jako Miles McCabe
- Anna Belknap jako Eva Rossi